# Kollektivroman

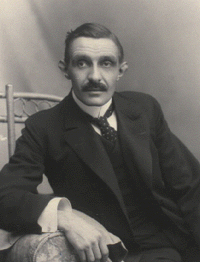
Herman Bang, som skrev Stuck, en kollektivroman

En kollektivroman är en roman som, istället för att handla om en eller två huvudpersoner, handlar om en större social grupp, med gemensamma villkor, som till exempel samma arbetsplats eller hemort.

## Exempel på kollektivromaner
- Människor kring en bro av Josef Kjellgren
- Man bygger ett hus av Rudolf Värnlund
- Hammarens slag och hjärtats : roman om de första vallonerna av Lars Ardelius
- Stuck (roman) av Herman Bang
- Vi ses på Quentins av Maeve Binchy[1]
- Där vi en gång gått av Kjell Westö[2]
- U.S.A. (trilogi) av John Dos Passos
- Gruppen av Mary McCarthy